# Van Buren County (Michigan)
Van Buren County ist ein County im Bundesstaat Michigan der Vereinigten Staaten. Der Verwaltungssitz (County Seat) ist die Stadt Paw Paw. Das U.S. Census Bureau hat bei der Volkszählung 2020 eine Einwohnerzahl von 75.587 ermittelt.

## Geographie
Van Buren County liegt im Südwesten Michigans, durch das County verläuft der Highway sowie die Bahnlinie von Chicago nach Detroit. Bei South Haven besitzt das County auch Zugang zum Michigansee. Es grenzt im Südwesten an Berrien County, im Süden an Cass County, im Südosten an St. Joseph County, im Osten an Kalamazoo County und im Norden an Allegan County.

## Geschichte
Das County wurde nach dem US-Präsidenten Martin Van Buren benannt und zwar noch bevor dieser Präsident geworden war. Damals amtierte er als Außenminister unter Andrew Jackson. Auch andere Kabinettsmitglieder Jacksons wurden Namenspatrone von Countys in Michigan, die deswegen auch „Cabinet Counties“ genannt werden.
Sieben Bauwerke und Stätten des Countys sind im National Register of Historic Places eingetragen (Stand 28. Januar 2018).

## Naturraum
Van Buren County wird weitgehend von der Landwirtschaft geprägt; an der Grenze zum östlich angrenzenden Kalamazoo County ist dagegen die Urbanisierung um die Stadt Kalamazoo zu erkennen.
Fast die Hälfte der County-Fläche wird von Wasserflächen eingenommen. Neben den beiden großen Flüssen der Gegend, dem Paw Paw River und dem Black River, handelt es sich dabei um eine Reihe von Seen, von denen der Paw Paw Lake der bedeutendste ist. Das County ist auch reich an Naturparks und Landschaftsschutzgebieten, die vor allem von Ausflüglern aus dem nahen Chicago besucht werden. Zu nennen sind der Dunes Parkway, ein 340.000 m² großes Dünengebiet bei der Stadt Covert, der Jeptha Lake bei der Stadt Columbia, der Kal-Haven Trail, ein Wanderweg auf der stillgelegten Bahnstrecke von Kalamazoo nach South Haven, der Van Buren Trail State Park, die Keeler State Game Area in der Stadt Keeler, das Ross Preserve, ein 5,9 km² großes Schutzgebiet an der Küste bei Covert, sowie der Van Buren State Park.

## Einwohner
Von den 76.263 Einwohnern sind 87,9 Prozent Weiße, 5,3 Prozent afroamerikanischer, 0,9 Prozent indianischer Abstammung, 7,4 Prozent sind Latinos oder Hispanics. Das durchschnittliche jährliche Pro-Kopf-Einkommen beträgt 17,878 US-Dollar. 11,1 Prozent der Einwohner leben unterhalb der Armutsgrenze.

## Gemeinden
Größte Gemeinden des Countys sind:
- Hartford (2476 Einwohner)
- Paw Paw (3363 Einwohner)
- South Haven (5021 Einwohner)